# کارینا اسمالدرز
کارینا اسمالدرز (به هلندی: Karina Smulders) بازیگر هلندی صحنه، تلویزیون و سینما است.

## گزیدهٔ فیلم‌شناسی
- عشق وحشی (۲۰۰۶)
- پرواز عروس (۲۰۰۸)
- زمان فراغت (۲۰۱۱)
- بد حرف نزن (۲۰۲۲)